# Elymana sulphurella
Elymana sulphurella är en insektsart som beskrevs av Zetterstedt 1828. Elymana sulphurella ingår i släktet Elymana och familjen dvärgstritar. Arten är reproducerande i Sverige. Inga underarter finns listade i Catalogue of Life.